# Tre donne immorali?
Tre donne immorali? è un film a episodi del 1979 diretto da Walerian Borowczyk.

## Trama
Tre episodi dedicati a tre donne.

### Episodio #01: "Marie"
Marie, moglie borghese apparentemente soddisfatta, viene rapita, ma è liberata dall'adorato dobermann Cesare, che prima uccide il rapitore e poi il marito.

### Episodio #02: "Marceline"
Basato sul racconto Le sang de l'agneau di André Pieyre de Mandiargues, narra di Marceline, adolescente trascurata che vuole bene solo al suo coniglietto bianco Fiorello.

### Episodio #03: "Margherita"
Margherita detta "la Fornarina", modella e amante di Raffaello Sanzio, viene conquistata dal banchiere Bernardo Bini, ma alla fine avvelena entrambi e torna dal fidanzato Tomaso.

## Edizione italiana
Il film uscì in Italia nell'aprile del 1979, distribuito dalla Cinedaf. Il doppiaggio fu affidato alla SAS.